# ATP Auckland
Das ATP-Turnier von Auckland (offiziell ASB Classic) ist ein jährlich im neuseeländischen Auckland ausgetragenes Tennisturnier. Es ist Teil der ATP Tour 250, der niedrigsten Turnierkategorie der ATP Tour. Es findet jährlich im Januar eine Woche vor den Australian Open statt und gilt – weil derselbe Hartplatzbelag wie in Melbourne verwendet wird – als gute Vorbereitung für das erste Grand-Slam-Turnier des Jahres.

## Geschichte
Das erste internationale Turnier in Auckland fand 1956 statt. Bis 1981 fand es zeitgleich mit der Ausgabe der Damen statt. Untergrund war bis 1977 noch Rasen, 1978 wechselte man auf Hartplatz. Zwischen 1979 und 1989 war das Turnier Bestandteil des Grand Prix Tennis Circuit und ging dann 1990 in die neu gegründete ATP Tour auf. Zuvor war das Turnier ein Jahr Bestandteil der ATP Challenger Tour.
2016 wurde das Turnier nach 34 Jahren Pause wieder zusammen mit der Damenausgabe gespielt; unter dem neuen Namen ASB Classic. Heineken konnte als Sponsor wegen der neuen Restriktionen von Alkoholwerbung der Tennisverbände nicht mehr als Hauptsponsor genutzt werden.
Veranstaltungsort ist das ASB Tennis Centre, das auch oft einfach – wegen des alten Straßennamens – als Stanley Street bezeichnet wird. Zeitgleich zum ASB Classic fand lange das Turnier in Sydney statt, zuletzt ein Turnier in Adelaide.
Die Ausgaben 2021 und 2022 wurden wegen der Covid-19-Pandemie abgesagt.

## Siegerliste
Als einziger deutscher Spieler konnte sich bisher Philipp Kohlschreiber in die Siegerliste eintragen. Letztmaliger Turniersieger aus Neuseeland war Chris Lewis 1985. Rekordsieger in der Open Era ist der Spanier David Ferrer, der das Turnier viermal gewinnen konnte (2007, 2011–2013). Der Australier Roy Emerson war vor der Open Era ebenfalls viermal erfolgreich. Im Doppel erreichten Patrick Galbraith und Ray Ruffels auch jeweils vier Titelgewinne.

### Einzel
| Jahr                | Sieger                    | Finalist               | Finalergebnis           |
| ------------------- | ------------------------- | ---------------------- | ----------------------- |
| 2025                | Gaël Monfils              | Zizou Bergs            | 6:3, 6:4                |
| 2024                | Alejandro Tabilo          | Taro Daniel            | 6:2, 7:5                |
| 2023                | Richard Gasquet           | Cameron Norrie         | 4:6, 6:4, 6:4           |
| 2021–2022: abgesagt |                           |                        |                         |
| 2020                | Ugo Humbert               | Benoît Paire           | 7:62, 3:6, 7:65         |
| 2019                | Tennys Sandgren           | Cameron Norrie         | 6:4, 6:2                |
| 2018                | Roberto Bautista Agut (2) | Juan Martín del Potro  | 6:1, 4:6, 7:5           |
| 2017                | Jack Sock                 | João Sousa             | 6:3, 5:7, 6:3           |
| 2016                | Roberto Bautista Agut (1) | Jack Sock              | 6:1, 1:0 aufgg.         |
| 2015                | Jiří Veselý               | Adrian Mannarino       | 6:3, 6:2                |
| 2014                | John Isner (2)            | Lu Yen-hsun            | 7:64, 7:67              |
| 2013                | David Ferrer (4)          | Philipp Kohlschreiber  | 7:65, 6:1               |
| 2012                | David Ferrer (3)          | Olivier Rochus         | 6:3, 6:4                |
| 2011                | David Ferrer (2)          | David Nalbandian       | 6:3, 6:2                |
| 2010                | John Isner (1)            | Arnaud Clément         | 6:3, 5:7, 7:62          |
| 2009                | Juan Martín del Potro     | Sam Querrey            | 6:4, 6:4                |
| 2008                | Philipp Kohlschreiber     | Juan Carlos Ferrero    | 7:64, 7:5               |
| 2007                | David Ferrer (1)          | Tommy Robredo          | 6:4, 6:2                |
| 2006                | Jarkko Nieminen           | Mario Ančić            | 6:2, 6:2                |
| 2005                | Fernando González         | Olivier Rochus         | 6:4, 6:2                |
| 2004                | Dominik Hrbatý (2)        | Rafael Nadal           | 4:6, 6:2, 7:5           |
| 2003                | Gustavo Kuerten           | Dominik Hrbatý         | 6:3, 7:5                |
| 2002                | Greg Rusedski             | Jérôme Golmard         | 6:70, 6:4, 7:5          |
| 2001                | Dominik Hrbatý (1)        | Francisco Clavet       | 6:4, 2:6, 6:3           |
| 2000                | Magnus Norman             | Michael Chang          | 3:6, 6:3, 7:5           |
| 1999                | Sjeng Schalken            | Tommy Haas             | 6:4, 6:4                |
| 1998                | Marcelo Ríos              | Richard Fromberg       | 4:6, 6:4, 7:63          |
| 1997                | Jonas Björkman            | Kenneth Carlsen        | 7:6, 6:0                |
| 1996                | Jiří Novák                | Brett Steven           | 6:4, 6:4                |
| 1995                | Thomas Enqvist            | Chuck Adams            | 6:2, 6:1                |
| 1994                | Magnus Gustafsson         | Patrick McEnroe        | 6:4, 6:0                |
| 1993                | Alexander Wolkow          | MaliVai Washington     | 7:62, 6:4               |
| 1992                | Jaime Yzaga               | MaliVai Washington     | 7:66, 6:4               |
| 1991                | Karel Nováček             | Jean-Philippe Fleurian | 7:65, 7:64              |
| 1990                | Scott Davis               | Andrei Tschesnokow     | 4:6, 6:3, 6:3           |
| 1989                | Ramesh Krishnan           | Amos Mansdorf          | 6:4, 6:0                |
| 1988                | Amos Mansdorf             | Ramesh Krishnan        | 6:3, 6:4                |
| 1987                | Miloslav Mečíř            | Michiel Schapers       | 6:2, 6:3, 6:4           |
| 1986                | Mark Woodforde            | Bud Schultz            | 6:4, 6:3, 3:6, 6:4      |
| 1985                | Chris Lewis               | Wally Masur            | 7:5, 6:0, 2:6, 6:4      |
| 1984                | Danny Saltz               | Chip Hooper            | 4:6, 6:3, 6:4, 6:4      |
| 1983                | John Alexander            | Russell Simpson        | 6:4, 6:3, 6:3           |
| 1982                | Tim Wilkison (2)          | Russell Simpson        | 6:4, 6:4, 6:4           |
| 1981                | Bill Scanlon              | Tim Wilkison           | 6:7, 6:3, 3:6, 7:6, 6:0 |
| 1980                | John Sadri                | Tim Wilkison           | 6:4, 3:6, 6:3, 6:4      |
| 1979                | Tim Wilkison (1)          | Peter Feigl            | 6:3, 4:6, 6:4, 2:6, 6:2 |
| 1978                | Eliot Teltscher           | Onny Parun             | 6:3, 7:5, 6:1           |
| 1977                | Vijay Amritraj            | Tim Wilkison           | 7:6, 5:7, 6:1, 6:2      |
| 1976                | Onny Parun (3)            | Brian Fairlie          | 6:2, 6:3, 4:6, 6:3      |
| 1975                | Onny Parun (2)            | Brian Fairlie          | 4:6, 6:4, 6:4, 6:7, 6:4 |
| 1974                | Björn Borg                | Onny Parun             | 6:4, 6:4, 3:6, 6:2      |
| 1973                | Onny Parun (1)            | Patrick Proisy         | 4:6, 6:7, 6:2, 6:0, 7:6 |
| 1972                | Ray Ruffels               | John Alexander         | 6:4, 6:4, 7:6           |
| 1971                | Bob Carmichael            | Allan Stone            | 7:6, 7:6, 6:3           |
| 1970                | Roger Taylor              | Tom Okker              | 6:4, 6:4, 6:1           |
| 1969                | Tony Roche                | Rod Laver              | 6:1, 6:4, 4:6, 6:3      |
| 1968                | Barry Phillips-Moore      | Onny Parun             | 6:3, 6:8, 1:6, 6:3, 6:2 |
| 1967                | Roy Emerson (4)           | Owen Davidson          | 6:4, 6:2, 7:5           |
| 1966                | Roy Emerson (3)           | Roger Taylor           | 6:4, 6:3, 6:1           |
| 1965                | Roy Emerson (2)           | Pierre Barthes         | 3:6, 8:6, 7:5, 6:3      |
| 1964                | Fred Stolle (2)           | Lew Gerrard            | 6:3, 6:1, 6:1           |
| 1963                | Fred Stolle (1)           | Bob Hewitt             | 2:6, 6:3, 6:1, 6:2      |
| 1962                | Ken Fletcher              | Lew Gerrard            | 6:3, 8:10, 7:5, 6:2     |
| 1961                | Rod Laver                 | Roy Emerson            | 4:6, 6:3, 6:2, 3:6, 7:5 |
| 1960                | Roy Emerson (1)           | Ronald McKenzie        | 6:3, 6:1, 6:1           |
| 1959                | Jeff Robson               | Roy Emerson            | 6:2, 6:4, 8:6           |
| 1958                | Trevor Fancutt            | Robert Mark            | 2:6, 6:4, 6:2, 4:6, 6:3 |
| 1957                | nicht ausgetragen         | nicht ausgetragen      | nicht ausgetragen       |
| 1956                | Bob Perry                 | Allan Burns            | 6:4, 6:3, 6:3           |

### Doppel
| Jahr                | Sieger                                   | Finalisten                         | Finalergebnis           |
| ------------------- | ---------------------------------------- | ---------------------------------- | ----------------------- |
| 2025                | Nikola Mektić (3) Michael Venus          | Christian Harrison Rajeev Ram      | kampflos                |
| 2024                | Wesley Koolhof Nikola Mektić (2)         | Marcel Granollers Horacio Zeballos | 6:3, 6:75, [10:7]       |
| 2023                | Nikola Mektić (1) Mate Pavić (3)         | Nathaniel Lammons Jackson Withrow  | 6:4, 6:75, [10:6]       |
| 2021–2022: abgesagt |                                          |                                    |                         |
| 2020                | Luke Bambridge Ben McLachlan (2)         | Marcus Daniell Philipp Oswald      | 7:63, 6:3               |
| 2019                | Ben McLachlan (1) Jan-Lennard Struff     | Raven Klaasen Michael Venus        | 6:4, 6:3                |
| 2018                | Oliver Marach (2) Mate Pavić (2)         | Maks Mirny Philipp Oswald          | 6:4, 5:7, [10:7]        |
| 2017                | Marcin Matkowski Aisam-ul-Haq Qureshi    | Jonathan Erlich Scott Lipsky       | 1:6, 6:2, [10:3]        |
| 2016                | Mate Pavić (1) Michael Venus             | Eric Butorac Scott Lipsky          | 7:5, 6:4                |
| 2015                | Raven Klaasen Leander Paes               | Dominic Inglot Florin Mergea       | 7:61, 6:4               |
| 2014                | Julian Knowle Marcelo Melo               | Alexander Peya Bruno Soares        | 4:6, 6:3, [10:5]        |
| 2013                | Colin Fleming Bruno Soares               | Johan Brunström Frederik Nielsen   | 7:61, 7:62              |
| 2012                | Oliver Marach (1) Alexander Peya         | František Čermák Filip Polášek     | 6:3, 6:2                |
| 2011                | Marcel Granollers Tommy Robredo          | Johan Brunström Stephen Huss       | 6:4, 7:66               |
| 2010                | Marcus Daniell Horia Tecău               | Marcelo Melo Bruno Soares          | 7:5, 6:4                |
| 2009                | Martin Damm Robert Lindstedt             | Scott Lipsky Leander Paes          | 7:5, 6:4                |
| 2008                | Luis Horna Juan Mónaco                   | Xavier Malisse Jürgen Melzer       | 6:4, 3:6, [10:7]        |
| 2007                | Jeff Coetzee Rogier Wassen (2)           | Simon Aspelin Chris Haggard        | 6:79, 6:3, [10:2]       |
| 2006                | Andrei Pavel Rogier Wassen (1)           | Simon Aspelin Todd Perry           | 6:3, 5:7, [10:4]        |
| 2005                | Yves Allegro Michael Kohlmann            | Simon Aspelin Todd Perry           | 6:4, 7:64               |
| 2004                | Mahesh Bhupathi Fabrice Santoro          | Jiří Novák Radek Štěpánek          | 4:6, 7:5, 6:3           |
| 2003                | David Adams Robbie Koenig                | Tomáš Cibulec Leoš Friedl          | 7:65, 4:6, 6:3          |
| 2002                | Jonas Björkman Todd Woodbridge           | Martín Alberto García Cyril Suk    | 7:65, 7:67              |
| 2001                | Marius Barnard Jim Thomas                | David Adams Martín Alberto García  | 7:610, 6:4              |
| 2000                | Ellis Ferreira (2) Rick Leach            | Olivier Delaître Jeff Tarango      | 7:5, 6:4                |
| 1999                | Jeff Tarango Daniel Vacek                | Jiří Novák David Rikl              | 7:5, 7:5                |
| 1998                | Patrick Galbraith (4) Brett Steven       | Tom Nijssen Jeff Tarango           | 6:4, 6:2                |
| 1997                | Ellis Ferreira (1) Patrick Galbraith (3) | Rick Leach Jonathan Stark          | 6:4, 4:6, 7:6           |
| 1996                | Marcos Ondruska Jack Waite               | Jonas Björkman Brett Steven        | kampflos                |
| 1995                | Grant Connell (2) Patrick Galbraith (2)  | Luis Lobo Javier Sánchez           | 6:4, 6:3                |
| 1994                | Patrick McEnroe Jared Palmer             | Grant Connell Patrick Galbraith    | 6:2, 4:6, 6:4           |
| 1993                | Grant Connell (1) Patrick Galbraith (1)  | Alex Antonitsch Alexander Wolkow   | 6:3, 7:6                |
| 1992                | Wayne Ferreira Jim Grabb                 | Grant Connell Glenn Michibata      | 6:4, 6:3                |
| 1991                | Sergio Casal Emilio Sánchez Vicario      | Grant Connell Glenn Michibata      | 4:6, 6:3, 6:4           |
| 1990                | Kelly Jones (2) Robert Van’t Hof         | Gilad Bloom Paul Haarhuis          | 7:6, 6:0                |
| 1989                | Steve Guy Shūzō Matsuoka                 | John Letts Bruce Man Son Hing      | 7:6, 7:6                |
| 1988                | Marty Davis Tim Pawsat                   | Sammy Giammalva Jim Grabb          | 6:3, 3:6, 6:4           |
| 1987                | Kelly Jones (1) Brad Pearce              | Carl Limberger Mark Woodforde      | 7:6, 7:6                |
| 1986                | Broderick Dyke Wally Masur               | Karl Richter Rick Rudeen           | 6:3, 6:4                |
| 1985                | John Fitzgerald Chris Lewis (4)          | Broderick Dyke Wally Masur         | 7:6, 6:2                |
| 1984                | Brian Levine John Van Nostrand           | Brad Drewett Chip Hooper           | 7:5, 6:2                |
| 1983                | Chris Lewis (3) Russell Simpson          | David Graham Laurie Warder         | 7:6, 6:3                |
| 1982                | Andrew Jarrett Jonathan Smith            | Larry Stefanki Robert Van’t Hof    | 7:5, 7:6                |
| 1981                | Ferdi Taygan Tim Wilkison                | Tony Graham Bill Scanlon           | 7:5, 6:1                |
| 1980                | Peter Feigl Rod Frawley                  | John Sadri Tim Wilkison            | 6:2, 7:5                |
| 1979                | Bernard Mitton Kim Warwick               | Andrew Jarrett Jonathan Smith      | 6:3, 2:6, 6:3           |
| 1978                | Chris Lewis (2) Russell Simpson (2)      | Rod Frawley Karl Meiler            | 7:6, 6:1                |
| 1977                | Chris Lewis (1) Russell Simpson (1)      | Peter Langsford Jonathan Smith     | 7:6, 6:4                |
| 1976                | nicht ausgetragen                        | nicht ausgetragen                  | nicht ausgetragen       |
| 1975                | Bob Carmichael (3) Ray Ruffels (4)       | Brian Fairlie Onny Parun           | 7:6 aufgg.              |
| 1974                | Syd Ball Bob Giltinan                    | Ray Ruffels Allan Stone            | 6:1, 6:4                |
| 1973                | Brian Fairlie Allan Stone                |                                    |                         |
| 1972                | Bob Carmichael (2) Ray Ruffels (3)       |                                    |                         |
| 1971                | Bob Carmichael (1) Ray Ruffels (2)       | Brian Fairlie Raymond Moore        | 6:3, 6:7, 6:4, 4:6, 6:3 |
| 1970                | Dick Crealy (2) Ray Ruffels (1)          |                                    |                         |
| 1969                | Raymond Moore Roger Taylor               | Mal Anderson Toomas Leius          | 13:15, 6:3, 8:6, 8:6    |
| 1968                | Dick Crealy (1) Barry Phillips-Moore     |                                    |                         |